# Dream Meets Best Hits Avex
Albums de dream
ID
(2004) Natsuiro
(2005)
Compilations par dream
777 ~Best of Dreams~
(2004) 777 ~Another Side Story~ 
(2005)
Dream Meets Best Hits Avex (écrit : dream meets Best Hits avex) est un album spécial du groupe dream, un album de reprises sorti en 2004. 

## Présentation
L’album sort le 8 décembre 2004 au Japon sous le label avex trax, deux mois seulement après le précédent album du groupe, 777 ~Best of Dreams~, également un album de reprises. Il atteint la 54e place du classement Oricon, et reste classé pendant deux semaines. C'est alors l'album le moins vendu du groupe. 
C'est le deuxième album sorti par la formation du groupe à sept membres, après le départ de Risa Ai huit mois auparavant. Il contient des reprises de neuf titres d'autres artistes du label avex, ainsi qu'une reprise d'une des propres chansons du groupe sortie en single l'année précédente, I Love Dream World.
Il sort aussi dans une édition limitée avec un second CD en supplément contenant un drama CD, une histoire à suspense racontée par les membres du groupe.

## Formation
- 1re génération : Kana Tachibana, Yū Hasebe
- 2e génération : Sayaka Yamamoto, Erie Abe, Aya Takamoto, Ami Nakashima, Shizuka Nishida

## Liste des titres
| CD    | CD                                                                          | CD                                              | CD    | CD | CD | CD | CD | CD | CD |
| No    | Titre                                                                       | Paroles / Musique / Arrangements                | Durée |    |    |    |    |    |    |
| ----- | --------------------------------------------------------------------------- | ----------------------------------------------- | ----- | -- | -- | -- | -- | -- | -- |
| 1.    | Bomb a Head! (from m.c.A.T) (Bomb A Head!)                                  | m.c.A·T / Akio Togashi / Tatoo                  | 3:31  |    |    |    |    |    |    |
| 2.    | Samui Yoru Dakara... (from TRF) (寒い夜だから...)                           | Tetsuya Komuro / Tetsuya Komuro / ats-          | 5:52  |    |    |    |    |    |    |
| 3.    | Yumemiru Shōjo ja Irarenai (from Aikawa Nanase) (夢見る少女じゃいられない)  | Tetsuro Oda / Tetsuro Oda / Akira Murata        | 4:20  |    |    |    |    |    |    |
| 4.    | Can't Stop Fallin' in Love (from globe)                                     | Tetsuya Komuro, Marc / Tetsuya Komuro / ats-    | 5:27  |    |    |    |    |    |    |
| 5.    | Ile Aiye ~Wa ni Natte Odorō~ (from Agharta) (ILE AIYE ~WAになっておどろう~) | Taro Oshamanbe / Taro Oshamanbe / Tatoo         | 4:17  |    |    |    |    |    |    |
| 6.    | Escape (from Moon Child) (ESCAPE)                                           | Osamu Sasaki / Osamu Sasaki / Akira Murata      | 4:38  |    |    |    |    |    |    |
| 7.    | Oasis (from Do As Infinity)                                                 | D.A.I / D.A.I / Akira Murata                    | 4:26  |    |    |    |    |    |    |
| 8.    | M (from Hamasaki Ayumi) (M, from 浜崎あゆみ)                                | Ayumi Hamasaki / CREA / ats-                    | 4:53  |    |    |    |    |    |    |
| 9.    | Every Heart -Minna no Kimochi- (from BoA) (Every Heart -ミンナノキモチ-)    | N. Watanabe / Bounceback / H. Nakamura          | 4:44  |    |    |    |    |    |    |
| 10.   | I Love Dream World (I ♥ (love dream) world) (reprise de dream)              | Dream, Masumi Iizuka / Shintaro Hagiwara / ats- | 5:28  |    |    |    |    |    |    |
| 47:36 |                                                                             |                                                 |       |    |    |    |    |    |    |

| 1. | Mirai no Tobira (未来の扉) | Drama CD, écrit et joué par Kosuke Suzuki | 22:07 |